# 1912 год в науке
В 1912 году были различные научные и технологические события, некоторые из которых представлены ниже.

## События
- Дебай и Борн уточнили теорию теплоёмкости Эйнштейна, согласие с опытом было достигнуто.
- Альфред Вегенер предложил теорию дрейфа материков.

## Достижения человечества

### Открытия
- 17 января — Роберт Скотт с командой достиг Южного полюса Земли.
- Австрийский физик Виктор Франц Гесс открыл космические лучи.
- Дж. Томсон открыл существование изотопов.
- Открыта дифракция рентгеновских лучей на кристаллах.
- Открыт Эффект Пашена — Бака.
- Казимир Функ выделил витамины.
- Показано, что свинец и олово переходят в сверхпроводящее состояние при низких температурах.
- Химик-минералог К. А. Ненадкевич исследовал Туя-Муюнское месторождение урановых руд, показал в своих работах, что основным носителем урана является водный уранилванадат кальция и предложил называть этот материал тюямунитом[1].

### Изобретения
- 7 декабря — электрокардиограмма.
- ультрафиолетовый микроскоп
- Вильсон изобрёл пузырьковую камеру.

## Награды
- Ломоносовская премия[2]:53-108
  - Д. С. Рождественский за работу посвящённую изучению аномальной дисперсии паров в непосредственной близости от соответствующих полос поглощения (Рождественский Д. С. Аномальная дисперсия в парах натрия. СПб, 1912. 93 с.)
  - П. Н. Чирвинский за сочинение о минералогическом и химическом составе гранитов и грейзенов (Чирвинский П. Н. Количественный минералогический и химический состав гранитов и грейзенов. М., 1911. VIII, 3—677.)
  - Отмечен почётным отзывом А. А. Сперанский за представленные результаты четырёхлетних наблюдений над разными элементами атмосферного электричества(Сперанский А. А. Исследование атмосферного электричества по наблюдениям в Москве. М., 1911. 311 с.)
- Медаль Копли: Феликс Клейн
- Медаль Румфорда: Камерлинг-Оннес
- Медаль Уолластона в геологии: Лазарус Флетчер[англ.]

### Нобелевские премии
- Физика — Нильс Густав Дален — «За изобретение автоматических регуляторов, используемых в сочетании с газовыми аккумуляторами для источников света на маяках и буях».
- Химия — Виктор Гриньяр — «За открытие реактива Гриньяра, способствовавшего развитию органической химии»; Поль Сабатье — «За метод гидрогенизации органических соединений в присутствии мелкодисперсных металлов, который резко стимулировал развитие органической химии».
- Медицина и физиология — Алексис Каррель — «За признание работы по сосудистому шву и трансплантации кровеносных сосудов и органов».

## Родились
- 1 марта — Борис Евсеевич Черток (ум. 2011) — выдающийся советский и российский учёный-конструктор в области ракетно-космической техники.
- 9 марта — Яков Ефимович Гордон (ум. май 1978), советский астроном.
- 23 марта — Вернер фон Браун (ум. 1977), конструктор ракетно-космической техники.
- 19 апреля — Гленн Сиборг (ум. 1999), химик.
- 30 мая — Джулиус Аксельрод (ум. 2004), биохимик.
- 23 июня — Алан Тьюринг (ум. 1954), английский математик.
- 7 сентября — Дэвид Паккард (ум. 1996), инженер.
- Франсиско Ларройо, мексиканский философ.

## Скончались
- 10 февраля — Джозеф Листер (р. 1827), хирург.
- 12 февраля — Осборн Рейнольдс (р. 1842), физик.
- ок. 29 марта — Роберт Скотт (р. 1868), путешественник.
- 17 июля — Анри Пуанкаре (р. 1854), французский математик, физик и теоретик науки.